# John Michael Plumb
John Michael Plumb est un cavalier américain de concours complet né le 28 mars 1940. 
Au cours de sa carrière, il a remporté six médailles olympiques : cinq par équipe et une médaille d'argent en individuel lors des Jeux olympiques de Montréal en 1976.
Il gagne également la médaille d'or en individuel et par équipe aux 1963, ainsi que la médaille d'or par équipe aux 1963.
Lors des championnats du monde de 1974 à Burghley, il est médaille d'argent en individuel et par équipe, et en 1978 il remporte la médaille de bronze par équipe à Lexington, tout comme en 1982 à Luhmühlen.